# Новотерсянське
Новотерся́нське — село у Синельниківському районі Дніпропетровської області. Входить до складу Васильківської селищної громади. Населення становить 38 осіб. До 2018 року орган місцевого самоврядування — Дебальцівська сільська рада.

## Історія
12 червня 2020 року, відповідно до розпорядження Кабінету Міністрів України № 709-р від «Про визначення адміністративних центрів та затвердження територій територіальних громад Дніпропетровської області», увійшло до складу Васильківської селищної громади.
19 липня 2020 року, в результаті адміністративно-територіальної реформи і ліквідації Васильківського району, село увійшло до складу новоутвореного Синельниківського району.

## Географія
Село Новотерсянське розташоване на півдні Синельниківського району на річці Верхня Терса. На півдні межує з селом Веселий Кут, на сході з селом Горлицьке Запорізького району Запорізької області, на півночі з селом Новогригорівка Запорізького району Запорізької області та на заході з селом Миколай-Поле Запорізького району Запорізької області. Поруч проходить автомобільна дорога Т 0408.